# 정길생
정길생(鄭吉生, Chung, Kil Saeng, 1941년 5월 17일, 경상남도 산청 ~ ) 건국대학교 석좌교수, 참행복나눔운동 보관됨 2019-12-16 - 웨이백 머신 이사장. 동물생명공학을 대한민국에 정립시킨 동물생명공학자

## 학력
- 1959.04 ~ 1965.02 건국대학교 축산학과. 농학사 (군복무 기간 포함)
- 1968.04 ~ 1970.03 교토 대학 대학원. 농학석사
- 1970.04 ~ 1973.03 교토 대학 대학원. 농학박사

## 주요경력
- 1973 ~ 1982 건국대학교 축산대학 조교수, 건국대학교 축산대학 부교수
- 1985 ~ 1987 건국대학교 기획조정처 처장
- 1987 ~ 1988 건국대학교 교무처 처장
- 1988 ~ 1989 대한민국 과학기술처 생명과학정책수립위원회 농업분과위원
- 1988 ~ 1990 대한불임학회 회장
- 1988 한국과학기술단체총연합회 대의원
- 1988 ~ 1993 대한민국 과학기술처 생명공학위원회 위원
- 1990 ~ 1993 건국대학교 동물자원연구센터 소장
- 1990 ~ 1992 대한민국 과학기술처 한일기초과학교류위원회 생물분과위원
- 1991 ~ 1994 한국가축번식학회 회장
- 1991 ~ 1998 대한불임학회 명예회장
- 1993 ~ 1993 건국대학교 축산대학 학장
- 1993 ~ 1995 과학기술처 특정연구개발사업심의위원회 심의위원
- 1994 ~ 1996 대한민국 농림수산부 축산발전심의위원회 위원
- 1995 한국수정란이식학회 이사
- 1995 ~ 1996 건국대학교 생명과학연구원 원장
- 1995 ~ 1996 과학기술처 중간진입전략 기획자문위원회 위원
- 1995 ~ 1996 교육부 학술진흥위원회 농업분과위원장
- 1995 ~ 1996 과학기술처 생명공학종합정책심의회 위원
- 1995 ~ 1996 감사원 명예감사관
- 1995 ~ 1997 대통령과학기술자문회의 위원
- 1996 세계가축번식학회 이사
- 1996 한국과학기술한림원 학술위원회 위원
- 1996 ~ 1997 생명공학연구소 기관운영자문위원회 위원
- 1996 ~ 1997 과학기술처 과학기술세계화 및 중간진입전략 기자문위원회 위원
- 1996 ~ 1997 아시아동물생물공학회 회장
- 1996 ~ 1997 한국축산분야학회협의회 회장
- 1996 ~ 1998 과학기술처 생명공학연구기획단 단장
- 1996 ~ 1998 건국대학교 부총장
- 1996 ~ 2000 한국유전자이식재단 이사
- 1997 ~ 1997 한국축산학회 회장
- 1998 세계축산학회 이사
- 1999 ~ 2000 대한민국 농림부 21세기농정자문위원회 위원
- 2002.09 ~ 2006.08 제16대 건국대학교 총장
- 2010.03 ~ 2013 제6대 한국과학기술한림원 원장
- 2011.03 건국대학교 동물생명공학과 석좌교수, 한국과학기술한림원 이사장
- 2013.10 ~ 2018.05 (사)참행복나눔운동 이사장
- 2024.08 ~ 2027.08 학교법인 성광학원 이사

## 생애 및 업적
1968년 4월 교토 대학 석사과정에 합격하고, 1972년 12월 교토대학 농학 박사학위를 받았다. 1973년 3월 한국으로 돌아와 건국대학교 축산학과 교단에 섰다.
한국 가축번식학의 연구 영역에 최초로 포유동물의 난자를 이용하는 수정란 이식에 관한 기초이론과 기술을 도입했으며, 392편의 논문으로 한국 동물생명공학의 기틀을 마련했다.
생명공학에 관한 18권의 전문서적을 발간, 대학의 강의 교재로 보급하고 6권의 유관 교양서적을 저술해 사회에 공급함으로써 대학 동물생명공학 교육수준의 향상과 사회의 과학기술마인드를 제고시켰다.
그런가하면, 기초연구를 통해 얻은 새로운 이론과 기술을 가축생산 현장에 적용해 다배란 유기, 수정란의 비외과적 채취, 체외수정, 수정란의 핵치환, XX-수정란과 XY-수정란의 감별, 수정란내 외래유전자 도입, 수정란의 동결과 융해, 수정란의 비외과적 이식, 인위적 쌍태유기 등의 첨단 생명공학기술을 결부시킨 가축생산 기술체계를 정립했다.
1983년 한국 최초로 사람 난자의 시험관내 수정기술을 개발하고 이 기술을 여러 산부인과 의사들에게 전수했다. 난자의 시험관내 수정기술을 전혀 모르는 산부인과 의사들에게 난자의 시험관내 수정에 관한 이론과 기술을 전수하고, 전국 각지에 시험관아기 시술센터의 개설을 지원했다.
43명에 달하는 석·박사과정 출신 제자들이 전국 37개 병원의 불임센터에 참여, 시험관 아기 생산 실무를 주도적으로 이끌고 있다.
그리고, 자연계출신 교수로 건국대학교 총장직을 수행하면서 이공계 교육과 연구에 심혈을 쏟아 14개의 BK21사업단을 유치했으며, 한국과학기술한림원 원장직을 맡아, 이스라엘, 독일, 스웨덴, 프랑스, 미국 등 과학 선진국 한림원들과의 실질적인 학술교류 협정을 체결하고, 상호 공동연구와 공동 학술행사를 실시하는 체제를 정립했다. 그리고, STS포럼, Lindau 포럼 등 국제 학술행사에 우리 젊은 과학자들을 파견해, 세계 석학들과 교류할 수 있는 기회도 마련했다.
또한 '국가과학기술 자문회의' 등 30여 개 중앙정부 부처 전문위원회와, 한림원 회원 142명과 국회의원 78명이 동참하는 '국회-한림원 과학기술혁신연구회' 활동을 펼쳤다.

## 상훈
- 1998.05 국무총리 표창장
- 2006.08 청조근정훈장
- 2015.04 과학기술진흥혁신장

## 주요저서
- 정길생 / 가축번식학 |선진문화사 1990)
- 정길생 / 가축번식생리학 (선진문화사 1995)
- 정길생 / 가축인공수정 (향문사 1997)

## 참고 자료
대한민국 과학기술유공자 홈페이지 
우리나라 동물생명공학의 개척자, 정길생 전 참행복나눔운동 이사장 